# Jean-François Abgrall
Pour les articles homonymes, voir Abgrall.
Jean-François Abgrall, né le 20 mars 1959 à Cormeilles-en-Parisis dans le Val-d'Oise, est un ancien adjudant de Gendarmerie nationale connu notamment pour sa participation à l'enquête sur le tueur en série Francis Heaulme. Il est aujourd'hui enquêteur dans le privé.

## Biographie
En 2000, après plusieurs années passées au sein de l’institution à diriger des enquêtes judiciaires tant au plan national qu’international, Jean-François Abgrall a ouvert une agence d’enquêtes privées. Plusieurs affaires criminelles auxquelles il a participé ont été médiatisées, comme celle des disparues de l’Yonne où il a permis de confondre Émile Louis, les enquêtes sur Francis Heaulme, conduisant notamment à la révision de l’affaire Dils ou encore celle relative aux éléments récemment découverts dans le dossier d’Edwige Alessandri et qui ont entraîné un complément d’enquête de la Cour de cassation, dernière étape avant la révision de son jugement. Parallèlement, Jean François Abgrall est régulièrement sollicité en qualité de consultant pour des films ou séries télévisées. Il est également l'auteur de films documentaires.[réf. souhaitée]

### Documentaires
- Dance with a Serial Killer (Danse avec un tueur en série) (diffusé sur la BBC One le 24 février 2008 ; Jean-François Abgrall y relate son enquête.

### Publications
- Dans la tête du tueur - sur les traces de Francis Heaulme, éditions Albin Michel, 2002  (ISBN 222612232X) (livre traduit : Inside the Mind of a Killer  (ISBN 222612232X))
- Inavouable vérité coécrit avec Dahina Le Guennan, éditions Albin Michel, 2006  (ISBN 2226170855) (Dahina Le Guennan fut l'une des premières victimes de Michel Fourniret).

### Films
- Dans la tête du tueur, téléfilm tiré de l'affaire Heaulme, diffusé sur TF1 en mars 2005, avec dans le rôle de Jean-François Abgrall, Bernard Giraudeau et dans celui de Francis Heaulme, Thierry Frémont. Ce dernier a obtenu pour son interprétation un Emmy Award le 21 novembre 2005.